# Xian de Yi'an
Le xian de Yi'an (依安县 ; pinyin : Yī'ān Xiàn) est un district administratif de la province du Heilongjiang en Chine. Il est placé sous la juridiction de la ville-préfecture de Qiqihar.

## Démographie
La population du district était de 487 777 habitants en 1999.